# الأسماء الخمسة
الأسماء الخمسة هي أسماء حصرها النحويون في اللغة العربية بـ: (أب، أخ، حم، فو، ذو) واختلف بعض علماء النحو في الاسم السادس وهو (هن) بسبب عدم استخدامه كثيرًا؛ لأن الأشهر في استعماله أن يعرب بالحركات الظاهرة على النون؛ ولهذا قال ابن مالك في الألفية:

## الإعراب
تُعْرَبُ هذهِ الأسماءُ – في حالات خاصة – بالحروف لا بالحركات فتُرفع بالواو وتُنصب بالألف وتُجر بالياء:

### الرفع
علامة رفع الأسماء الخمسة هي الواو نيابة عن الضمة مثل:
- أبو أحمد عامل مجتهد.
- يَعْمَلُ أخو الفتاةِ في التجارةِ.
- حمو هيفاءَ وحماتُها متقاعدان.
- يخلو فوكَ من الأسنانِ الصناعيةِ.
- الطبيبُ ذو الاختصاص يُجيدُ اختصاصَهُ.

### النصب
وعلامة نصبها هي الألف نيابة عن الفتحة مثل:
- شاوِرْ أباك في الأمور المهمة.
- رأيت أباك.
- لَعلَّ أخاك يَعْلَمُ الأمرَ.
- أحبِبْ حماكَ وحماتَكَ.
- جَنّبْ فاك قولَ السوء.
- ساعِدْ ذا الحاجةِ الملهوفَ.

### الجر
وعلامة جرها هي الياء نيابة عن الكسرة مثل:
- صِلْ أصدقاءَ أبيكَ.
- أرسلتُ رسالةً إلكترونيةً إلى أخيكَ.
- تعتمِدُ الموظفةُ على حميها وحماتِها في العنايةِ بأطفالِها.
- أنت قلتَ هذا بملءِ فيك.
- لا تعتمِدْ في تصليح سيارتك على ميكانيكيٍ غيرِ ذي خبرة.

### مثال معرب
- أبو عليٍّ صاحبُ أشهرِ كشكٍ للكتبِ والصُّحفِ في عمانَ.
  - أبو: مبتدأ مرفوع وعلامة رفعه الواو، لأنه من الأسماء الخمسة، وهو مضاف.
  - علي: مضاف إليه مجرور وعلامة جره تنوين الكسر الظاهر على آخره.
  - صاحب: خبر مرفوع وعلامة رفعه الضمة الظاهرة على آخره، وهو مضاف.
  - أشهر: مضاف إليه مجرور علامته الكسرة الظاهرة على آخره، وهو مضاف.
  - كشك: مضاف إليه مجرور وعلامة جره الكسرة الظاهرة على آخره.
  - للكتب:اللام حرف جر، الكتب: اسم مجرور وعلامة جره الكسرة الظاهرة على آخره.
  - والصحف: الواو حرف عطف، الصحف: اسم معطوف مجرور وعلامة جره الكسرة الظاهرة على آخره.
  - في: حرف جر.
  - عمان: اسم مجرور وعلامة جره الفتحة عوضا عن الكسرة، لأنه ممنوع من الصرف.

## شروط الأسماء الخمسة

### الشروط العامة
- أن تكون مفردة، فإن كانت جمعا مثل آباءُ فهنا لن نستطيع أن نرفعها بالواو، بل ستعرب بالضمة لأنها جمع تكسير.[2]
- أن تكون مكبّرة وليست مصغرة، فلو قلت جاء أخيُّكَ، فهنا ترفع بالضمة.
- أن تكون مضافة، مثلا أبوك إذا حذفت فيها الإضافة فستصبح أبٌ وهنا تعرب بالحركات كمثال ( له أخٌ – بنات الأخِ ).
- أن تكون إضافتها لغير ياء المتكلم وإلا تعرب بحركات مقدرة قبل الياء.

ملاحظة: سواء أضيفت الأسماء الخمسة إلى ضمير أو اسم ظاهر فإنها تطبق فيها القاعدة، كاسم أبو بكر مثلا.

### الشروط الخاصة
وتختص بها ذو وفو وهي كما يلي:
شروط ذو
- أن تكون ذو بمعنى (صاحب) احترازا من ذو التي تعني (الذي)، مثال: ذو العلم يشقى في النعيم بعلمه، أما مثال على ذو بمعنى (الذي): فحسبي من ذو عندهم ما كفانيا. وأمثلة ذو بمعنى الذي قليلة في اللغة وأورد الفيروز آبادي بضعة منها في مصنفه الذي أسماه القاموس المحيط.[2]

شروط فو
- أن تزول الميم من آخرها وإلا تعرب بالحركات الظاهرة. مثال: لا فض فوك، وأمسك فاك. أما إذا بقيت بالميم فإنها تعرب كما يظهر من حركاتها، مثال: فم الخير أنجى من فم السوء.[2]